# Lavarone
Lavarone là một đô thị ở tỉnh Trento ở vùng Trentino-Alto Adige/Südtirol của Ý, tọa lạc cách 20 km về phía đông nam của Trento. Tại thời điểm ngày 31 tháng 12 năm 2004, đô thị này có dân số 1.109 người và diện tích là 26,3 km².
Đô thị Lavarone có các frazioni (đơn vị trực thuộcs): Chiesa, Cappella, Gionghi, Masetti, Villanova, Longhi, Magrè, Slaghenaufi, Masi di Sotto, Bertoldi, Nicolussi, Piccoli, Oseli, Gasperi, Lanzino, Albertini, Rocchetti, Malga Laghetto, Stengheli, Azzolini and Lenzi.
Lavarone giáp các đô thị: Caldonazzo, Luserna, Folgaria, Pedemonte, Levico Terme và Lastebasse.